# イゴール・ジジキン
イゴール・ヴィタリエヴィチ・ジジキン/Igor Vitalievich Jijikine （ロシア語：И́горьВита́льевичЖижи́кин; 1965年10月8日 - ）は、ロサンゼルスとモスクワで活躍するロシア系アメリカ人の俳優。

## 経歴
モスクワで生まれ、1983年から1988年まで演劇とアクロバットを学んだ。
また、1982年から1984年まで、ソビエト連邦の特殊部隊であるスペツナズで兵役に就いた。
ボリショイ・モスクワ国立サーカスやラスベガスでのドン・アーデンの「ジュビリー/Jubilee」、シルク・ドゥ・ソレイユの「ミステリー/Mystere」といった作品に出演していた。
ロシアとアメリカの市民権を持つ。

## 映画でのキャリア
近年では、スティーヴン・スピルバーグやクリント・イーストウッド、J・J・エイブラムスなどのハリウッドの大物監督の作品に出演している。スティーヴン・スピルバーグ監督の『インディ・ジョーンズ クリスタル・スカルの王国』では、クリスタルスカル探索を行うソビエト特殊部隊の冷酷なリーダーであるドフチェンコ大佐（故パット・ローチが担っていたシリーズでのタフガイの役割を引き継ぐような役）を演じた。彼の商業的に最も成功した映画は、『インディ・ジョーンズ クリスタル・スカルの王国』で、全世界で7億8600万ドル、次いで『ツーリスト』の2億7800万ドルである  。

## コンピューターゲーム
ジジキンは、ウェストウッド・スタジオのリアルタイムストラテジーゲームである『Emperor: Battle for Dune』や『Command &amp; Conquer: Red Alert 2』、その拡張版である『Command &amp; Conquer: Yuri's Revenge』に登場する。ゲームのカットシーンシーケンスに登場することに加えて、彼は『Red Alert 2』の表紙に登場するソビエト兵のモデルともなっている 。

## スポーツ
ジジキンは熟練したスポーツマンでもあり、ソ連のスポーツのマスターとして表彰されたこともある 。

## フィルモグラフィー
| 年     | 作品名                                        | 役                           | 備考           |
| ------ | --------------------------------------------- | ---------------------------- | -------------- |
| 2002年 | エイリアス                                    | チョッパー                   |                |
| 2002年 | ブラッド・ワーク                              | ミハイル・ボロトフ           |                |
| 2002年 | Robbery Homicide Division                     | 凶悪犯＃1                    |                |
| 2003年 | Klepto                                        | 凶悪犯＃1                    |                |
| 2004年 | Target                                        | Leather Jacket               |                |
| 2004年 | Smatyvay udochki                              | Rabid -Beshenyy              |                |
| 2005年 | Muzhskoy sezon. Barkhatnaya revolyutsiya      | パイク                       |                |
| 2008年 | Montana                                       |                              |                |
| 2008年 | インディ・ジョーンズ クリスタル・スカルの王国 | アントニン・ドフチェンコ大佐 |                |
| 2009年 | 沈黙の鎮魂歌                                  | ミハイル・アブラモフ         |                |
| 2009年 | バーン・ノーティス 元スパイの逆襲             | ウラド                       |                |
| 2010年 | Love in the Big City 2                        | オレグ                       |                |
| 2010年 | アルティメット・インパクト                    | スパイダー                   |                |
| 2010年 | Supreme Champion                              | カラス                       |                |
| 2010年 | ツーリスト                                    | ヴァージンスキー             |                |
| 2011年 | CHUCK/チャック                                | Armaund                      |                |
| 2011年 | Slove                                         |                              |                |
| 2011年 | 8 pervykh svidaniy                            |                              |                |
| 2011年 | TRUE JUSTICE                                  | ステファン・セデヌイ         |                |
| 2012年 | SAFE/セイフ                                   | ケミヤキン                   |                |
| 2012年 | Political Animals                             | ビクター・ポルチョフ         |                |
| 2012年 | Solovey-Razboynik                             |                              |                |
| 2012年 | Brigada: Naslednik                            | Vvedensky                    |                |
| 2013年 | The Maul                                      |                              |                |
| 2014年 | Love in the Big City 3                        | オレグ                       |                |
| 2014年 | Viy                                           | ドロッシュ                   |                |
| 2014年 | Ch / B                                        | 内務省地区局長               |                |
| 2015年 | Risk for Honor                                | ニコライ                     |                |
| 2015年 | Ierey-san. Ispoved samuraya                   | ヤホントフ                   |                |
| 2018年 | Night Shift                                   | コルニーフ                   |                |
| 2018年 | ハンターキラー 潜航せよ                       | トレティアック中尉           |                |
| 2019年 | レジェンド・オブ・ドラゴン 鉄仮面と龍の秘宝   | シルコ                       |                |
| 2019年 | Polyarny                                      | Artur                        | 連続テレビ番組 |
| 2019年 | Blac Stairs（Chernaya lestnica）              | メルニコフ                   |                |